# Zoia

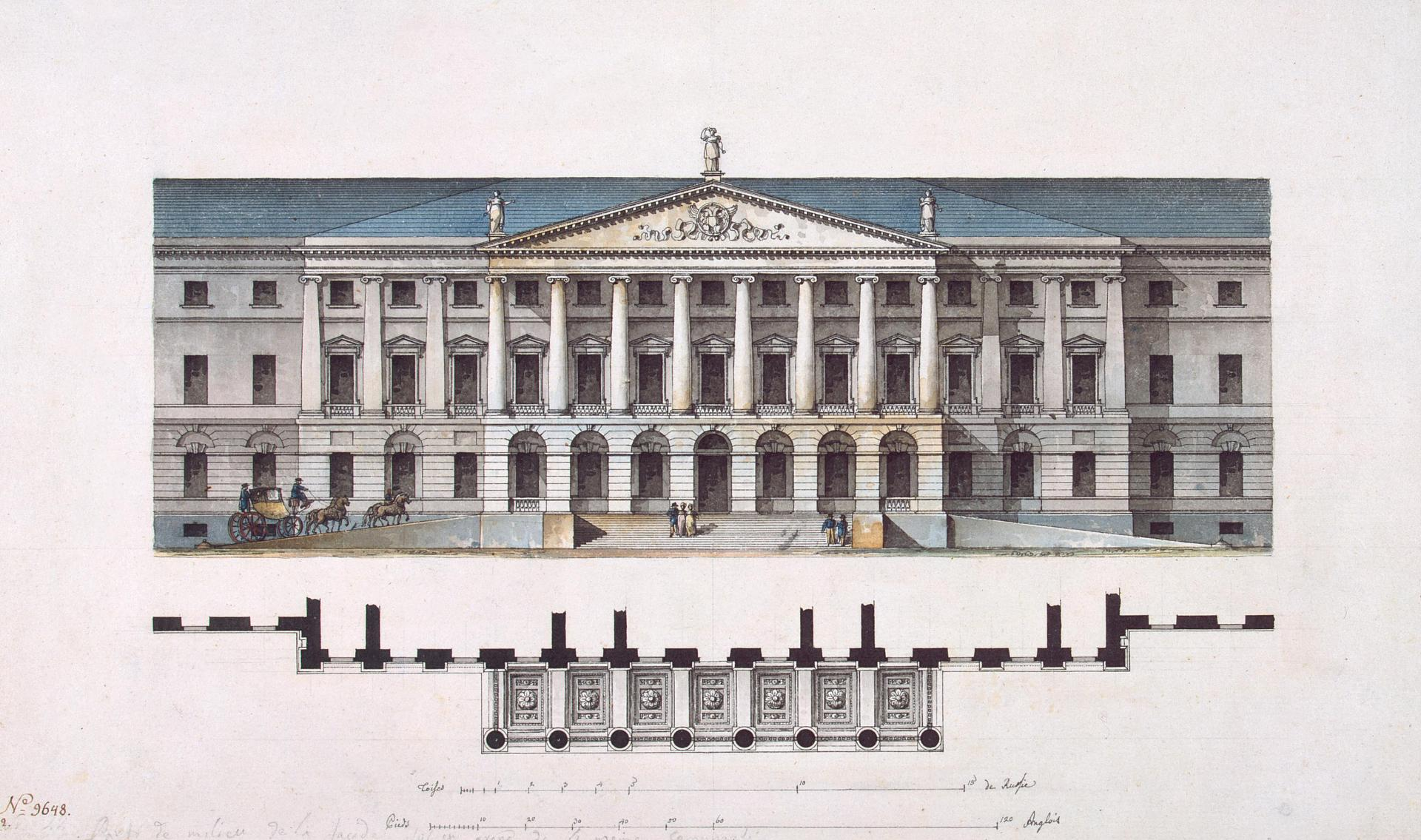
Quarenghi's originalritning av Smolnyjinstitutet 1806

Zoia Lagerkrans, känd som enbart Zoia, men även kallad Zoia Korvin-Krukovsky, född 18 januari 1903 i Sankt Petersburg, död 22 november 1999 i Katarina församling, Stockholm, var en svensk målare. 

## Biografi
Zoia gick på flickskolan Smolnyjinstitutet i Sankt Petersburg. Hon växte upp i närheten av det ryska hovet och hade från den tiden många minnen av tsar Nikolai II. Efter den ryska revolutionen tvingades familjen att flytta till Moskva, varefter hon studerade vid Konstakademin i Moskva under ledning av Vasilij Kandinskij (1866–1944). 
Hennes bilder närmade sig 1300-talets italienska kyrkokonst och det holländska blomstermåleriet samt den östasiatiska bildkonstens klassiska lackarbeten. Hon gick en lång väg, eller en omväg, för att komma dit. Det var inte de ryska ikonmålarna utan den japansk-franska konstnären Tsuguharu Foujita (1886–1968) som lärde henne att måla på metall. Det skedde i Paris, där Zoia Lagerkrans studerade 1925–1930 på Académie de la Grande Chaumière och för Fernand Léger. I Paris fick hon många konstnärsvänner, bland annat Per Krohg och Nils von Dardel, och blev också Tsugoharu Foujitas privatelev.
Det är dock porträtten snarare än blomstermålningarna som blev Zoias mest kända. Hennes första separatutställning var på Galerie Bernheim-Jeune i Paris 1929 och innehöll endast porträtt. Hennes modeller var bland annat den iranska kejsarinnan Farah Pahlavi, kung Hassan av Marocko, Leonid Brezjnev, drottning Silvia och medlemmar av familjen Wallenberg.
Hon är representerad vid Moderna museet och Nationalmuseum i Stockholm, samt på Gripsholm.

### Familj
Zoia var dotter till översten Krukowskoj och Héléne Inkina. Hon gifte sig första gången 1921 med redaktören och politikern Karl Kilbom (1885–1961) och andra gången 3 januari 1938 med arkitekten Gunnar Lagerkrans (1898–1980), bror till läkaren Einar Lagerkrans och kompositören Kocko Lagerkrans. Makarna Lagerkrans är begravda på Norra begravningsplatsen utanför Stockholm.